# Tournefortia arborescens
Espèce
Tournefortia arborescens est une espèce de plante de la famille des Boraginacées. Elle est endémique de l'île de La Réunion, département d'outre-mer français et région ultrapériphérique dans le sud-ouest de l'océan Indien. Elle a été un temps considérée comme éteinte dans la nature avant d'être redécouverte par le Conservatoire botanique national de Mascarin.

## Annexe